# Nekrolog 1. Quartal 1943
Nekrolog
◄◄
| ◄
| 1939
| 1940
| 1941
| 1942
| 1943 | 1944 | 1945 | 1946 | 1947 | ► | ►►
1. Quartal |
2. Quartal |
3. Quartal |
4. Quartal 1943
Weitere Ereignisse | Allgemeiner Nekrolog 1943
Die Beschreibung der verstorbenen Person sollte so kurz wie möglich gehalten sein und nur deren signifikante Tätigkeit(en) enthalten.
Neue Namen ggf. auch unter dem Geburts- und Sterbedatum, also etwa unter 1. Januar und im Geburts- und Sterbejahr (2024) eintragen (nur bei entsprechender großer Wichtigkeit). Für Beispiele siehe die schon vorhandenen Artikel.
Außerdem über die fünf zuletzt Verstorbenen, zu denen es einen ausreichend guten Artikel für eine Präsentation auf der Hauptseite gibt, nach der todesbedingten Überarbeitung der Artikel ggf. auch unter Wikipedia Diskussion:Hauptseite informieren und sie am besten auch in den anderen Wikipedia-Sprachversionen eintragen. Tipp: Regelmäßig bei news.google.de nach „ist tot“, „gestorben“ oder „verstorben“ suchen.
Wenn eine Person gestorben ist, gibt es viele Seiten zu dieser Person in der Wikipedia, die davon auch betroffen sind und entsprechend aktualisiert werden müssen. Beispiele: Namenübersichtsseite, Geburtsjahr, Geburtsort-Seiten und viele mehr.
Wie finde ich die betroffenen Seiten?
Im Suchfeld auf der linken Seite gibt man den Suchbegriff so ein: „Vorname Nachname“. Dann klickt man auf Volltext und alle Seiten mit entsprechendem Suchtext werden aufgerufen. Hier sieht man dann schnell, wo auch das Todesjahr Sinn macht oder sogar ein Teil des Artikels angepasst werden muss. Auch hilft das „Werkzeug“ auf der linken Seite sehr gut, um solche Seiten aufzufinden: „Links auf diese Seite“. Somit ist die Wikipedia wieder aktuell in allen Bereichen! Hinweis: bei Eintragung der Kategorie „Gestorben JAHR“ wird der Missbrauchsfilter 49 ausgelöst, was jedoch nicht schlimm ist. Siehe: Spezial:Missbrauchsfilter/49
Dies ist eine Liste von im ersten Quartal 1943 verstorbenen bekannten Persönlichkeiten. Die Einträge erfolgen innerhalb der einzelnen Daten alphabetisch sortiert. Tiere sind im Nekrolog für Tiere zu finden.

## Januar
| Tag        | Name                             | Beruf, bekannt als | Alter | Beleg |
| ---------- | -------------------------------- | --- | ----- | ----- |
| 1. Januar  | Edmund Bigott                    | deutscher Klassischer Philologe | 32    |       |
| 1. Januar  | John Downes                      | britischer Segler | 72    |       |
| 1. Januar  | George Perry Graham              | kanadischer Politiker, Mitglied des Unterhauses, Senator und Bundesminister                                                          | 83    |       |
| 1. Januar  | Lojze Grozde                     | slowenischer Dichter und Märtyrer | 19    |       |
| 1. Januar  | Christian Kaarna                 | estnischer Journalist und Politiker, Mitglied des Riigikogu                                                                          | 60    |       |
| 1. Januar  | Hermann Kötzschke                | deutscher Theologe und Journalist | 80    |       |
| 1. Januar  | Hans Mengel                      | deutscher Fußballspieler | 25    |       |
| 1. Januar  | Jenő Rejtő                       | ungarischer Schriftsteller | 37    |       |
| 1. Januar  | Arthur Ruppin                    | jüdischer Soziologe, Zionist und Wegbereiter der Gründung der Stadt Tel Aviv                                                         | 66    |       |
| 1. Januar  | Clifford B. Wilson               | US-amerikanischer Politiker | 63    |       |
| 2. Januar  | Max Augustin                     | österreichischer Politiker (CSP), Landtagsabgeordneter                                                                               | 56    |       |
| 2. Januar  | Louis-Joseph Fillon              | französischer römisch-katholischer Geistlicher und Erzbischof von Bourges                                                            | 65    |       |
| 2. Januar  | Léon Johnson                     | französischer Sportschütze | 66    |       |
| 2. Januar  | Qazim Koculi                     | albanischer Politiker | 55    |       |
| 2. Januar  | Dietrich Lauenstein              | deutscher Germanist, Lehrer und Schulleiter                                                                                          | 68    |       |
| 2. Januar  | Julius von Pia                   | österreichischer Geologe und Paläontologe                                                                                            | 55    |       |
| 2. Januar  | Yasuda Yoshitatsu                | Offizier der Kaiserlich Japanischen Marine                                                                                           | 44    |       |
| 3. Januar  | Francis Macdonald Cornford       | englischer Altphilologe | 68    |       |
| 3. Januar  | Friedrich Erdmann                | deutscher Forstmann | 83    |       |
| 3. Januar  | Carl Geigy                       | Schweizer Maschineningenieur und Wohltäter                                                                                           | 82    |       |
| 3. Januar  | Ewald Lachmann                   | deutscher Fußballspieler | 31    |       |
| 3. Januar  | Rudolf Johann Marsik             | österreichischer Werkmann und Widerstandskämpfer gegen den Nationalsozialismus                                                       | 45    |       |
| 3. Januar  | Alfons Scharrenbroich            | deutscher Musiker | 33    |       |
| 3. Januar  | James Wolf                       | deutscher Volkssänger, Komiker und Varietékünstler                                                                                   | 72    |       |
| 4. Januar  | Kurt Finkenwirth                 | deutscher Jurist, Staats- und Wirtschaftswissenschaftler, Syndikus Verbandsfunktionär, Abgeordneter, Autor und Oberstintendant       | 57    |       |
| 4. Januar  | Martin Monnickendam              | niederländischer Maler und Zeichner                                                                                                  | 68    |       |
| 4. Januar  | Caroline Love Goodwin O’Day      | US-amerikanische Politikerin | 67    |       |
| 4. Januar  | Marina Michailowna Raskowa       | sowjetische Pilotin | 30    |       |
| 4. Januar  | Heinz Sarnow                     | österreichischer Theater- und Filmschauspieler, Bühnenregisseur und Drehbuchautor                                                    | 60    |       |
| 4. Januar  | Joseph Schloßmann                | deutscher Kaufmann | 82    |       |
| 4. Januar  | Herman-Joseph Smets              | belgischer römisch-katholischer Geistlicher, Trappist, Abt und Generalabt                                                            | 67    |       |
| 5. Januar  | Kurd von Bismarck                | deutscher Generalmajor, Wehrbezirkskommandeur                                                                                        | 63    |       |
| 5. Januar  | Ewald A. Boucke                  | deutscher Literarhistoriker | 71    |       |
| 5. Januar  | George Washington Carver         | US-amerikanischer Botaniker |       |       |
| 5. Januar  | Mathias Dersch                   | österreichischer Politiker (CSP), Abgeordneter zum Nationalrat                                                                       | 77    |       |
| 5. Januar  | Max Frankenburger                | deutscher Kunsthistoriker | 82    |       |
| 5. Januar  | Ewald Gnau                       | deutscher Botaniker und Mitbegründer des Europa-Rosariums                                                                            | 89    |       |
| 5. Januar  | Bedřich Homola                   | tschechoslowakischer General und Widerstandskämpfer                                                                                  | 55    |       |
| 5. Januar  | Heinrich Lotz                    | deutscher Geologe | 69    |       |
| 6. Januar  | Laura Alsberg                    | Ehefrau des Mitinhabers der Gebr. Alsberg AG und Opfer des Holocaust                                                                 | 81    |       |
| 6. Januar  | Claude Friese-Greene             | britischer Kameramann, Produzent und Regisseur                                                                                       | 44    |       |
| 6. Januar  | Leo Hirsch                       | deutscher Journalist und Schriftsteller                                                                                              | 39    |       |
| 6. Januar  | Abbott Lawrence Lowell           | Sachbuchautor, Jurist und Politikwissenschaftler, Präsident der Harvard-Universität (1909–1933)                                      | 86    |       |
| 6. Januar  | Berthold Oppler                  | deutscher Internist und Immunologe                                                                                                   | 71    |       |
| 6. Januar  | Benno Wolf                       | deutscher Höhlenforscher | 71    |       |
| 6. Januar  | Wilhelm von Wolf                 | deutscher Jurist in der Finanzverwaltung Bayerns                                                                                     | 73    |       |
| 7. Januar  | Julius Bermann                   | österreichischer Gewerkschafter und sozialdemokratischer Gemeinderat in Wien                                                         | 74    |       |
| 7. Januar  | Herbert Eichholzer               | österreichischer Architekt und Widerstandskämpfer                                                                                    | 39    |       |
| 7. Januar  | Leopold Freund                   | österreichischer Röntgenologe | 74    |       |
| 7. Januar  | Herbert Hackebeil                | deutscher Radrennfahrer | 30    |       |
| 7. Januar  | Josef Lengauer                   | österreichischer Straßenbahner und Widerstandskämpfer gegen den Nationalsozialismus                                                  | 40    |       |
| 7. Januar  | Lucien Louvet                    | französischer Radrennfahrer | 66    |       |
| 7. Januar  | Viktor Mrnustik                  | österreichischer Schlossergehilfe und Widerstandskämpfer gegen den Nationalsozialismus                                               | 40    |       |
| 7. Januar  | Erwin Puschmann                  | österreichischer Widerstandskämpfer in der Zeit des Nationalsozialismus                                                              | 37    |       |
| 7. Januar  | Gustav Riehl                     | österreichischer Dermatologe und Hochschullehrer                                                                                     | 87    |       |
| 7. Januar  | Franz Sebek                      | österreichischer Widerstandskämpfer, KPÖ-Funktionär und NS-Opfer                                                                     | 41    |       |
| 7. Januar  | Nikola Tesla                     | Erfinder und Elektro-Ingenieur | 86    |       |
| 8. Januar  | Franz von Borries                | deutscher Regierungsbeamter | 74    |       |
| 8. Januar  | Roger Joseph Foret               | deutscher Politiker (Zentrum) | 72    |       |
| 8. Januar  | Simon Gfeller                    | Schweizer Mundartdichter | 74    |       |
| 8. Januar  | Jiří Guth                        | tschechischer Pädagoge und Literat, Gründungsmitglied des Internationalen Olympischen Komitees (IOC)                                 | 81    |       |
| 8. Januar  | Ernst Staberoh                   | deutscher Fechtmeister | 63    |       |
| 8. Januar  | Richard tom Dieck                | deutscher Maler und Konservator | 80    |       |
| 9. Januar  | Anathon Aall                     | norwegischer Philosoph | 75    |       |
| 9. Januar  | Robin George Collingwood         | britischer Philosoph | 53    |       |
| 9. Januar  | Nils Flyg                        | schwedischer Politiker, Mitglied des Riksdag                                                                                         | 51    |       |
| 9. Januar  | Otto Hüglin                      | badischer Geschäftsmann und Hotelbesitzer                                                                                            | 85    |       |
| 9. Januar  | Ernst Georg Jünger               | deutscher Chemiker und Apotheker | 74    |       |
| 9. Januar  | Hans Niggl                       | Schweizer Leichtathlet |       |       |
| 9. Januar  | Ernst Pfretzschner               | österreichischer Architekt und Ingenieur                                                                                             | 60    |       |
| 9. Januar  | Robert Antoine Pinchon           | französischer Landschaftsmaler des Post-Impressionismus                                                                              | 56    |       |
| 9. Januar  | Rudolf Streuli                   | Schweizer Landwirt und Politiker | 71    |       |
| 9. Januar  | Johannes Than                    | deutscher Fußballspieler | 25    |       |
| 10. Januar | Josef Brix                       | deutscher Architekt, Stadtplaner und Hochschullehrer                                                                                 | 83    |       |
| 10. Januar | Manuel Maria Coelho              | Premierminister von Portugal | 85    |       |
| 10. Januar | Leo Grünstein                    | österreichischer Kunst- und Literaturhistoriker                                                                                      | 66    |       |
| 10. Januar | Nick Kaufmann                    | US-amerikanischer Kunstradfahrer | 81    |       |
| 10. Januar | Ludwig Kelbetz                   | österreichischer Musikerzieher, Philologe, Sportlehrer und Autor                                                                     | 37    |       |
| 10. Januar | Konrad Kraehe                    | deutscher Offizier, General der Infanterie                                                                                           | 74    |       |
| 10. Januar | Joseph Mariétan                  | Abt der Abtei Saint-Maurice und Bischof von Bethlehem                                                                                | 68    |       |
| 10. Januar | Ernst Orphal                     | deutscher evangelischer Theologe und Widerstandskämpfer                                                                              | 52    |       |
| 11. Januar | Karl Hesselbacher                | deutscher Geistlicher und Schriftsteller                                                                                             | 71    |       |
| 11. Januar | Agustín Pedro Justo              | argentinischer Militär, Diplomat und Politiker                                                                                       | 66    |       |
| 11. Januar | Carlo Tresca                     | US-amerikanischer Anarchist und Journalist                                                                                           | 63    |       |
| 12. Januar | Benjamin Parsons Bourland        | US-amerikanischer Romanist und Hispanist                                                                                             | 72    |       |
| 12. Januar | Jan Campert                      | niederländischer Journalist, Dichter und Judenretter                                                                                 | 40    |       |
| 12. Januar | Max Eichholz                     | deutscher Politiker (DDP), MdHB | 61    |       |
| 12. Januar | Howard Atwood Kelly              | US-amerikanischer Gynäkologe | 84    |       |
| 12. Januar | Adolf Otto                       | deutscher Sozialreformer | 70    |       |
| 12. Januar | Frank A. Perret                  | US-amerikanischer Unternehmer, Erfinder und Vulkanologe                                                                              | 75    |       |
| 12. Januar | Charles Tate Regan               | englischer Zoologe und Ichthyologe                                                                                                   | 64    |       |
| 12. Januar | Ferdinando Rodolfi               | italienischer Geistlicher, Bischof von Vicenza                                                                                       | 76    |       |
| 12. Januar | Rudolf von Schoen-Angerer        | deutscher Verwaltungsjurist | 85    |       |
| 13. Januar | Henner Henkel                    | deutscher Tennisspieler | 27    |       |
| 13. Januar | Rudolf Huch                      | deutscher Schriftsteller | 80    |       |
| 13. Januar | Xavier Martínez                  | kalifornischer Künstler | 73    |       |
| 13. Januar | Johann Meister                   | deutscher General der Infanterie | 80    |       |
| 13. Januar | Harro Schacht                    | deutscher Marineoffizier, zuletzt Fregattenkapitän sowie U-Boot-Kommandant im Zweiten Weltkrieg                                      | 35    |       |
| 13. Januar | Sophie Taeuber-Arp               | Schweizer Malerin und Bildhauerin | 53    |       |
| 13. Januar | Else Ury                         | deutsche Schriftstellerin und Kinderbuchautorin                                                                                      | 65    |       |
| 14. Januar | Ludwig Baur                      | deutscher katholischer Theologe, MdL (Württemberg)                                                                                   | 71    |       |
| 14. Januar | Henning Edens                    | deutscher Maler | 57    |       |
| 14. Januar | Franz Elbogen                    | österreichischer Industrieller und Chansonnier                                                                                       |       |       |
| 14. Januar | Politte Elvins                   | US-amerikanischer Politiker | 64    |       |
| 14. Januar | Max Fleischmann                  | deutscher Völkerrechtler und Professor der Rechtswissenschaft                                                                        | 70    |       |
| 14. Januar | Eric Knight                      | US-amerikanischer Schriftsteller | 45    |       |
| 14. Januar | Anthonie Cornelis Oudemans       | niederländischer Zoologe | 84    |       |
| 14. Januar | Laura E. Richards                | US-amerikanische Schriftstellerin | 92    |       |
| 14. Januar | Adolf Sandberger                 | deutscher Musikwissenschaftler und Komponist                                                                                         | 78    |       |
| 14. Januar | Martin Wandel                    | deutscher Offizier, zuletzt General der Artillerie im Zweiten Weltkrieg                                                              | 50    |       |
| 15. Januar | Max Cassirer                     | deutscher Lokalpolitiker und Unternehmer                                                                                             | 85    |       |
| 15. Januar | Joseph Jacobsen                  | deutscher jüdischer Musikpädagoge und Komponist                                                                                      | 45    |       |
| 15. Januar | Grete Jost                       | österreichische Widerstandskämpferin                                                                                                 | 26    |       |
| 15. Januar | Friedrich Seetzen                | deutscher Jurist und Politiker (DNVP)                                                                                                | 74    |       |
| 15. Januar | Hans-Gerrit von Stockhausen      | deutscher Korvettenkapitän | 35    |       |
| 15. Januar | Grigori Tšutšelov                | estnischer Fußballnationalspieler | 35    |       |
| 15. Januar | Julius Zeitler                   | deutscher Philosoph, Schriftsteller, Literaturhistoriker, Bibliothekar und Verleger                                                  | 68    |       |
| 16. Januar | Maximilian Arnold                | deutscher Politiker (SPD), MdL | 68    |       |
| 16. Januar | Jane Avril                       | französische Tänzerin | 74    |       |
| 16. Januar | Hans Bischoff                    | deutscher Kinderarzt und Hochschullehrer                                                                                             | 48    |       |
| 16. Januar | Laura D’Oriano                   | britische Spionin während des Zweiten Weltkrieges                                                                                    |       |       |
| 16. Januar | Emil Reisser                     | deutscher Architekt, Baubeamter und Denkmalpfleger                                                                                   | 64    |       |
| 16. Januar | Hermann Schede                   | deutscher Banker und Politiker | 63    |       |
| 16. Januar | Karl Sommer                      | deutscher Maler, insbesondere zur Zeit des Nationalsozialismus                                                                       | 38    |       |
| 16. Januar | Alexander Spitzer                | ungarisch-österreichischer Neuropathologe und Anatom                                                                                 | 74    |       |
| 16. Januar | Reinhold von Sydow               | deutscher Politiker der Kaiserzeit                                                                                                   | 92    |       |
| 16. Januar | Hans Wirz                        | deutsch-schweizerischer Journalist und Politiker                                                                                     | 69    |       |
| 17. Januar | Eleonora Abramowna Bloch         | russisch-sowjetische Bildhauerin | 61    |       |
| 17. Januar | Adolf Gehrts                     | deutscher Fußballspieler | 56    |       |
| 17. Januar | Tadsch ad-Din al-Hasani          | syrischer Politiker und islamischer Theologe                                                                                         |       |       |
| 17. Januar | Ernst Stein                      | deutscher Politiker (NSDAP) und SA-Führer                                                                                            | 36    |       |
| 18. Januar | Oskar Fichter                    | deutscher politischer Funktionär (KPD)                                                                                               | 44    |       |
| 18. Januar | Otto G. Foelker                  | US-amerikanischer Politiker | 67    |       |
| 18. Januar | Fritz Landertinger               | österreichischer Kanute | 28    |       |
| 18. Januar | Ōhara Magosaburō                 | japanischer Unternehmer und Wohltäter                                                                                                | 62    |       |
| 18. Januar | Karl Seemann                     | deutscher Politiker (NSDAP), MdR | 56    |       |
| 19. Januar | Wolfgang von Drigalski           | deutscher Internist und Hochschullehrer in Halle                                                                                     | 35    |       |
| 19. Januar | Emil Hartwig                     | deutscher Politiker (DNVP), MdR | 69    |       |
| 19. Januar | Eduard Ichon                     | deutscher Theaterregisseur und -intendant                                                                                            | 63    |       |
| 19. Januar | Mychajlo Tschubynskyj            | ukrainischer Jurist, Kriminologe und Politiker                                                                                       | 71    |       |
| 20. Januar | Don Azpiazú                      | kubanischer Bandleader | 49    |       |
| 20. Januar | Max Wladimir von Beck            | österreichischer Politiker und Ministerpräsident                                                                                     | 88    |       |
| 20. Januar | Giacomo Benvenuti                | italienischer Musikwissenschaftler und -Herausgeber, Komponist und Organist                                                          | 57    |       |
| 20. Januar | Michail Andrejewitsch Berens     | russischer Admiral | 64    |       |
| 20. Januar | Conrad Blenkle                   | deutscher Politiker (KPD), MdR und Widerstandskämpfer gegen den Nationalsozialismus                                                  | 41    |       |
| 20. Januar | Fritz Hansen                     | deutscher Autor; Fachgebiet Fotografie                                                                                               | 72    |       |
| 20. Januar | Ernst Janke                      | deutscher Politiker (parteilos), Bürgermeister und Landrat                                                                           | 69    |       |
| 20. Januar | Else Jerusalem                   | österreichische Schriftstellerin | 66    |       |
| 20. Januar | Richard von Kehler               | deutscher Ballonfahrer, Luftschiffpionier, Militär                                                                                   | 76    |       |
| 20. Januar | Theobald Kopp                    | katholischer Martyrer und Opfer des Stalinismus                                                                                      | 50    |       |
| 20. Januar | Charles Kramer                   | US-amerikanischer Politiker | 63    |       |
| 20. Januar | Winford Lee Lewis                | US-amerikanischer Chemiker | 64    |       |
| 20. Januar | Matsunaga Akira                  | japanischer Fußballspieler | 28    |       |
| 20. Januar | Anna Meyer                       | deutsche Malerin | 87    |       |
| 20. Januar | Josefine Winter                  | österreichische Komponistin, Malerin, Schriftstellerin                                                                               | 69    |       |
| 21. Januar | Aimo Kaarlo Cajander             | finnischer Forstwissenschaftler, Geobotaniker und Politiker                                                                          | 63    |       |
| 21. Januar | Karl Eibl                        | österreichisch-deutscher Offizier, zuletzt General der Infanterie und Befehlshaber mehrerer Verbände im Ersten und Zweiten Weltkrieg | 51    |       |
| 21. Januar | Richard Gorter                   | deutscher Bühnenschauspieler und -regisseur sowie Theaterleiter                                                                      | 67    |       |
| 21. Januar | Walter Gutmann                   | deutsch-jüdischer Kaufmann und Widerstandskämpfer gegen den Nationalsozialismus                                                      | 49    |       |
| 21. Januar | Bernhard Höfel                   | österreichischer Juwelier und Mäzen                                                                                                  | 80    |       |
| 21. Januar | Arno Jahr                        | deutscher Generalleutnant im Zweiten Weltkrieg                                                                                       | 52    |       |
| 21. Januar | Bela Jenbach                     | österreichischer Librettist und Schauspieler                                                                                         | 71    |       |
| 21. Januar | Georg Kropp                      | deutscher Publizist, Gründer der GdF Wüstenrot                                                                                       | 77    |       |
| 21. Januar | John Rathbone Oliver             | US-amerikanischer Psychiater, Medizinhistoriker und Geistlicher                                                                      | 71    |       |
| 21. Januar | Otakar Šín                       | tschechischer Komponist, Musiktheoretiker und -pädagoge                                                                              | 61    |       |
| 21. Januar | Gertrud Ulmann                   | deutsche Malerin | 66    |       |
| 21. Januar | Willy Wolterstorff               | deutscher Herpetologe | 78    |       |
| 22. Januar | Hugo Hirst, 1. Baron Hirst       | englischer Industrieller | 79    |       |
| 22. Januar | Gyula Peidl                      | ungarischer Gewerkschaftsführer und sozialistischer Politiker                                                                        | 69    |       |
| 22. Januar | Theodor Schreier                 | österreichischer Architekt, ermordet im Holocaust                                                                                    | 69    |       |
| 23. Januar | Gottfried Doehler                | deutscher Germanist und Schriftsteller                                                                                               | 79    |       |
| 23. Januar | Albrecht Ege                     | deutscher Zimmermann, Gewerkschafter und Politiker (SPD)                                                                             | 64    |       |
| 23. Januar | Hans Eller                       | deutscher Olympiasieger im Rudern | 30    |       |
| 23. Januar | Isidor Fischer                   | österreichischer Medizinhistoriker                                                                                                   | 74    |       |
| 23. Januar | Johann Jakob von Hauck           | römisch-katholischer Erzbischof von Bamberg, Apostolischer Administrator des Bistums Würzburg                                        | 81    |       |
| 23. Januar | Gustawa Jarecka                  | polnische Widerstandskämpferin, Ringelblum-Archiv                                                                                    | 34    |       |
| 23. Januar | Duncan Clinch Heyward            | Gouverneur von South Carolina | 78    |       |
| 23. Januar | Richard E. Miller                | amerikanischer Maler | 67    |       |
| 23. Januar | Fritz Pellkofer                  | deutscher Skisportler | 40    |       |
| 23. Januar | Gisela Rottonara                 | Malerin | 69    |       |
| 23. Januar | Alexander Woollcott              | US-amerikanischer Schriftsteller und Literaturkritiker                                                                               | 56    |       |
| 24. Januar | John Elliot Burns                | britischer Politiker | 84    |       |
| 24. Januar | Anton Hamik                      | österreichischer Schriftsteller und Schauspieler                                                                                     | 55    |       |
| 24. Januar | Georg Heidingsfelder             | deutscher Theologe, Philosoph, Pädagoge                                                                                              | 55    |       |
| 24. Januar | Paul Kersten                     | deutscher Kunstbuchbindermeister und Papierhistoriker                                                                                | 77    |       |
| 24. Januar | Eduard Rosé                      | deutscher Cellist und Musikpädagoge                                                                                                  | 83    |       |
| 24. Januar | Erich Sack                       | deutscher evangelischer Theologe und Mitglied der Bekennenden Kirche                                                                 | 55    |       |
| 25. Januar | Arthur Binz                      | deutscher Chemiker und Hochschullehrer                                                                                               | 74    |       |
| 25. Januar | Spencer Charters                 | US-amerikanischer Theater- und Filmschauspieler                                                                                      | 67    |       |
| 25. Januar | Joe Choynski                     | US-amerikanischer Boxer im Schwergewicht                                                                                             | 74    |       |
| 25. Januar | Léon Coutil                      | französischer Künstler, Prähistoriker und Archäologe                                                                                 | 86    |       |
| 25. Januar | James Henry Daroux               | Fotograf auf Neuseeland | 72    |       |
| 25. Januar | Franz-Werner Jaenke              | deutscher Politiker (NSDAP), MdR | 37    |       |
| 25. Januar | Karl von Lersner                 | deutscher Offizier, zuletzt Generalmajor im Zweiten Weltkrieg                                                                        | 44    |       |
| 25. Januar | Vinzenz Peristi                  | italienischer Bildhauer und Bergsteiger (Südtirol)                                                                                   | 33    |       |
| 25. Januar | Paul Steimer                     | deutscher Staatsanwalt während des Nationalsozialismus                                                                               | 60    |       |
| 25. Januar | András Székely                   | ungarischer Schwimmer | 32    |       |
| 25. Januar | Otto Weiß                        | deutscher Mediziner | 71    |       |
| 26. Januar | Alexander von Hartmann           | deutscher General der Infanterie im Zweiten Weltkrieg                                                                                | 52    |       |
| 26. Januar | Michał Kozal                     | polnischer Bischof und Märtyrer | 49    |       |
| 26. Januar | Nikolai Iwanowitsch Wawilow      | russischer Botaniker und Genetiker                                                                                                   | 55    |       |
| 27. Januar | Pius Dirr                        | deutscher Archivar und Politiker | 67    |       |
| 27. Januar | Leopold Frommer                  | deutscher Ingenieurwissenschaftler                                                                                                   | 49    |       |
| 27. Januar | Jakob Kraus                      | deutscher Widerstandskämpfer | 38    |       |
| 27. Januar | Georg Pezold                     | deutscher Bildhauer | 77    |       |
| 27. Januar | Elisabeth Stoffels               | deutsche Lehrerin und Politikerin (Zentrum), MdL                                                                                     | 70    |       |
| 27. Januar | Ben Tillett                      | britischer Gewerkschafter und Politiker                                                                                              | 82    |       |
| 27. Januar | Richard Zach                     | österreichischer Widerstandskämpfer und Dichter                                                                                      | 23    |       |
| 28. Januar | Rudolf Fischer                   | österreichischer Widerstandskämpfer gegen den Nationalsozialismus                                                                    | 37    |       |
| 28. Januar | Hermann Kahmann                  | deutscher Politiker (SPD), MdR | 61    |       |
| 28. Januar | Johann Georg Mohr                | deutscher Landschaftsmaler | 78    |       |
| 28. Januar | Hermann Rose                     | deutscher Jurist, Verwaltungsbeamter und Politiker (DVP)                                                                             | 63    |       |
| 28. Januar | Karl Thurmann                    | deutscher U-Boot-Kommandant | 33    |       |
| 29. Januar | François Cachoud                 | französischer Landschaftsmaler nächtlicher Stimmungsbilder                                                                           | 76    |       |
| 29. Januar | Henriette Caillaux               | französische Ehefrau von Joseph Caillaux                                                                                             | 68    |       |
| 29. Januar | Hubert Gessner                   | österreichischer Architekt | 71    |       |
| 29. Januar | Wladimir Nikolajewitsch Kokowzow | russischer Staatsmann, Ministerpräsident vom Russischen Reich (1911–1914)                                                            | 89    |       |
| 29. Januar | Tetjana Markus                   | ukrainisch-jüdische Widerstandskämpferin gegen den Nationalsozialismus                                                               | 21    |       |
| 29. Januar | Armando Eduardo Pinto Correia    | portugiesischer Kolonialverwalter | 45    |       |
| 29. Januar | Heinz Sames                      | deutscher Eisschnellläufer | 31    |       |
| 29. Januar | Georg Wilhelm Suermondt          | deutscher Verwaltungsjurist und Landrat                                                                                              | 74    |       |
| 29. Januar | Victor d’Urbal                   | französischer General | 84    |       |
| 29. Januar | Wilhelm Willinger                | österreichisch-ungarischer Fotograf                                                                                                  | 63    |       |
| 30. Januar | Paul Arbenz                      | Schweizer Geologe | 62    |       |
| 30. Januar | Pierre-Barthélemy Gheusi         | französischer Schriftsteller, Journalist und Theaterleiter                                                                           | 77    |       |
| 30. Januar | Theodor von Gosen                | deutscher Bildhauer und Medailleur                                                                                                   | 70    |       |
| 30. Januar | Heinz Hohoff                     | deutscher HJ-Funktionär und Politiker (NSDAP), MdR                                                                                   | 32    |       |
| 30. Januar | Walther Lambach                  | deutscher Gewerkschafter und Politiker (DNVP), MdR                                                                                   | 57    |       |
| 30. Januar | Arno Pardun                      | deutscher paramilitärischer Aktivist und Komponist                                                                                   | 39    |       |
| 30. Januar | Attila Petschauer                | ungarischer Fechter und Olympiasieger, Journalist                                                                                    | 38    |       |
| 30. Januar | August Schmidlin                 | deutscher römisch-katholischer Theologe und Kirchenmusiker                                                                           | 64    |       |
| 30. Januar | Wilhelm Schneider                | deutscher Politiker (NSDAP), MdR | 36    |       |
| 30. Januar | Frida Weber-Flessburg            | deutsche Opernsängerin (Sopran) | 52    |       |
| 31. Januar | John F. Dockweiler               | US-amerikanischer Politiker | 47    |       |
| 31. Januar | Max Fleiuss                      | brasilianischer Journalist und Schriftsteller                                                                                        | 74    |       |
| 31. Januar | Robert Hofmann                   | Kommunalbeamter; Bürgermeister in Altenburg und Leipzig                                                                              | 74    |       |
| 31. Januar | Lai He                           | taiwanischer Arzt und Schriftsteller                                                                                                 | 48    |       |
| 31. Januar | Edwin Morgner                    | deutscher Politiker, Mitbegründer der KPD                                                                                            | 58    |       |
| 31. Januar | Carl Schneider                   | deutscher baptistischer Theologe und Schriftsteller                                                                                  | 72    |       |
| 31. Januar | Paul Zenetti                     | deutscher Geologe und Prähistoriker                                                                                                  | 76    |       |
|            | George H. Cobb                   | US-amerikanischer Rechtsanwalt und Politiker (Republikanische Partei)                                                                | 78    |       |
|            | Lina Salten                      | deutsche Schauspielerin | 52    |       |
|            | Thea Sandten                     | deutsche Stummfilmschauspielerin | 58    |       |
|            | Hersch Sokol                     | polnischer Arzt und Funker der Roten Kapelle                                                                                         | 34    |       |

## Februar
| Tag         | Name                                      | Beruf, bekannt als | Alter | Beleg |
| ----------- | ----------------------------------------- | --- | ----- | ----- |
| 1. Februar  | Rudolf Burgmann                           | österreichischer Lehrer und Politiker (CS), MdL (Burgenland), Abgeordneter zum Nationalrat, Mitglied des Bundesrates                                                       | 68    |       |
| 1. Februar  | Foy Draper                                | US-amerikanischer Leichtathlet | 29    |       |
| 1. Februar  | Wolfgang Fischer                          | deutscher Offizier, zuletzt General der Panzertruppe im Zweiten Weltkrieg                                                                                                  | 54    |       |
| 1. Februar  | Theobald von Fuchs                        | deutscher Politiker, Bürgermeister von Bad Kissingen | 90    |       |
| 1. Februar  | Ernst Kasenzer                            | evangelischer Volksmissionar und Mitglied der Bekennenden Kirche | 51    |       |
| 1. Februar  | James O’Hara Murray                       | britischer Maschinenbauingenieur und Tennisspieler | 73    |       |
| 1. Februar  | Gustav Heinrich Maria Graf Sizzo de Noris | italienisch-österreichisch-ungarischer Diplomat, Statthalter des Ritterorden vom Heiligen Grab zu Jerusalem in Österreich                                                  | 69    |       |
| 1. Februar  | Botho von Wedel                           | deutscher Diplomat, Botschafter in Österreich (1916–1919) | 80    |       |
| 1. Februar  | Frank Worsley                             | neuseeländischer Polarforscher | 70    |       |
| 2. Februar  | Günther Angern                            | deutscher Generalleutnant im Zweiten Weltkrieg | 49    |       |
| 2. Februar  | Alfred Cavendish                          | britischer Brigadegeneral | 83    |       |
| 2. Februar  | Moriz Glattauer                           | österreichischer Geiger und langjähriges Mitglied der Wiener Philharmoniker                                                                                                | 73    |       |
| 2. Februar  | John Muhl                                 | deutscher Staatsanwalt und Polizeibeamter | 63    |       |
| 2. Februar  | Gustav Raab                               | deutscher römisch-katholischer Geistlicher und Märtyrer | 37    |       |
| 2. Februar  | Lothar Engelbert Schücking                | deutscher Jurist, Schriftsteller und Politiker | 69    |       |
| 2. Februar  | Ganga Singh                               | Maharadscha von Bikaner | 62    |       |
| 02. Februar | Julius Skarba-Wallraff                    | deutscher Architekt | 59    |       |
| 2. Februar  | Otto Wilckens                             | deutscher Geologe und Paläontologe | 66    |       |
| 3. Februar  | Alois Andritzki                           | sorbischer Märtyrer der katholischen Kirche | 28    |       |
| 3. Februar  | Anton Brugger                             | österreichischer Kriegsdienstverweigerer, NS-Opfer | 31    |       |
| 3. Februar  | Walter Flinsch                            | deutscher Ruderer | 39    |       |
| 3. Februar  | Earle Raymond Hedrick                     | US-amerikanischer Mathematiker | 66    |       |
| 3. Februar  | Rudolf Herzog                             | deutscher Schriftsteller und Journalist | 73    |       |
| 3. Februar  | Helmuth Klotz                             | deutscher Marineoffizier und Publizist | 48    |       |
| 3. Februar  | Helmuth Naudé                             | deutscher Moderner Fünfkämpfer | 38    |       |
| 3. Februar  | Otto Schmeil                              | deutscher Biologe, Pädagoge und Autor | 83    |       |
| 3. Februar  | Karl Schneck                              | deutscher Politiker (KPD), MdL Württemberg | 56    |       |
| 3. Februar  | Emmerich Teuber                           | österreichischer Pfadfinder | 65    |       |
| 4. Februar  | Anton Barthlmé                            | österreichisch-böhmischer Cellist, Dirigent, Komponist und Musikpädagoge                                                                                                   | 75    |       |
| 4. Februar  | Frank Calder                              | englischer Sportjournalist, Sportfunktionär und erster Präsident der National Hockey League                                                                                | 65    |       |
| 4. Februar  | Hayashi Senjūrō                           | General der kaiserlich japanischen Armee, Premierminister von Japan | 66    |       |
| 4. Februar  | Franz Karger                              | deutscher Politiker (SPD) | 65    |       |
| 4. Februar  | Kostas Perrikos                           | griechischer Luftwaffenoffizier und Widerstandskämpfer |       |       |
| 4. Februar  | Rudolf Rittner                            | deutscher Bühnen- und Filmschauspieler | 73    |       |
| 5. Februar  | Pieter Helbert Damsté                     | niederländischer Altphilologe | 82    |       |
| 5. Februar  | Eberhard Geyer                            | nationalsozialistischer Anthropologe und Hochschullehrer | 43    |       |
| 5. Februar  | Eberhard Leupold                          | sächsischer Landtagsabgeordneter | 92    |       |
| 5. Februar  | Oskar Stübben                             | deutscher Verwaltungsjurist, Bank- und Versicherungsmanager | 65    |       |
| 5. Februar  | Joseph Turmel                             | französischer Modernist und Historiker für Dogmatik | 83    |       |
| 5. Februar  | W. S. Van Dyke                            | US-amerikanischer Filmregisseur | 53    |       |
| 5. Februar  | Wilhelm de Weerth                         | deutscher Jurist, Bankier, Politiker und Kirchenpolitiker | 76    |       |
| 6. Februar  | Elli Hirsch                               | deutsche Grafikerin, Illustratorin und Designerin | 69    |       |
| 6. Februar  | Friedrich Kolbeck                         | deutscher Mineraloge und Hochschullehrer | 83    |       |
| 6. Februar  | Oskar Meyer                               | österreichischer Ingenieur und Politiker (CS), Landtagsabgeordneter | 84    |       |
| 6. Februar  | Bogislav von Selchow                      | deutscher Schriftsteller, Marineoffizier und Anführer des Studentenkorps Marburg                                                                                           | 65    |       |
| 6. Februar  | Hendrik Alexander Seyffardt               | niederländischer Generalleutnant | 70    |       |
| 6. Februar  | Ernst Tenge                               | deutscher Jurist und Präsident des oldenburgischen Oberlandesgerichtes | 81    |       |
| 6. Februar  | Willis Young                              | US-amerikanischer Jazzmusiker, Bandleader und Musikpädagoge |       |       |
| 7. Februar  | Sigrid Arnoldson                          | schwedische Opernsängerin und Gesangslehrerin | 81    |       |
| 7. Februar  | Kaj af Ekström                            | schwedischer Eiskunstläufer | 43    |       |
| 7. Februar  | Franz Joseph Fix                          | elsässischer Landtagsabgeordneter | 71    |       |
| 7. Februar  | Joseph Norden                             | deutscher Rabbiner, Theologe und Vertreter des liberalen Judentums | 72    |       |
| 7. Februar  | Frank Polk                                | US-amerikanischer Diplomat | 71    |       |
| 7. Februar  | Arthur Rosenberg                          | deutscher marxistischer Historiker und Politiker (USPD, KPD), MdR | 53    |       |
| 8. Februar  | Paul Grautoff                             | deutscher Offizier, zuletzt Generalmajor | 74    |       |
| 8. Februar  | Paul Haehling von Lanzenauer              | deutscher Generalmajor im Zweiten Weltkrieg, Polizeioffizier | 46    |       |
| 8. Februar  | Johanna Leuwer                            | deutsche Buchhändlerin | 71    |       |
| 8. Februar  | Marie Eleonore Pfungst                    | deutsche Unternehmerin und Wohltäterin | 80    |       |
| 8. Februar  | Lepa Radić                                | jugoslawische Freiheits- und Untergrundkämpferin | 17    |       |
| 8. Februar  | Walther Schauenstein                      | österreichischer Gynäkologe | 72    |       |
| 8. Februar  | Guido Zernatto                            | österreichischer Schriftsteller und Politiker | 39    |       |
| 9. Februar  | Paul Biesemann                            | deutsch-niederländischer Landschafts-, Marine-, Stillleben- und Porträtmaler sowie Radierer                                                                                | 46    |       |
| 9. Februar  | Curt Haase                                | deutscher Offizier, zuletzt Generaloberst im Zweiten Weltkrieg | 61    |       |
| 9. Februar  | Martinus Theodorus Houtsma                | niederländischer Orientalist | 92    |       |
| 9. Februar  | Dmitri Nikolajewitsch Kardowski           | russischer Maler und Illustrator | 76    |       |
| 9. Februar  | Adolphe Kégresse                          | französischer Ingenieur und Konstrukteur | 63    |       |
| 9. Februar  | Ljubow Grigorjewna Schewzowa              | russische Widerstandskämpferin gegen den Nationalsozialismus | 18    |       |
| 9. Februar  | Zygmunt Szczotkowski                      | polnischer Bergbaudirektor | 65    |       |
| 9. Februar  | Johann Wilhelm Trollmann                  | deutscher Boxer | 35    |       |
| 10. Februar | Erwin Gehrts                              | deutscher Flieger und Journalist | 52    |       |
| 10. Februar | Heinrich Jobst                            | deutscher Bildhauer | 68    |       |
| 10. Februar | Warwara Dmitrijewna Komarowa              | russische Musikwissenschaftlerin, Literaturwissenschaftlerin und Schriftstellerin                                                                                          | 80    |       |
| 10. Februar | Paul Karchow                              | deutscher Architekt | 68    |       |
| 10. Februar | Karl Reitz                                | deutscher Bratschist und gilt als einer der renommiertesten Kammermusiker seiner Zeit                                                                                      | 56    |       |
| 10. Februar | Paula Straus                              | deutsche Gold- und Silberschmiedin | 49    |       |
| 11. Februar | Eva von Baudissin                         | deutsche Schriftstellerin | 73    |       |
| 11. Februar | Bess Houdini                              | US-amerikanische Künstlerin und die Bühnenassistentin ihres Ehemannes Harry Houdini                                                                                        | 67    |       |
| 11. Februar | Ludwig Lessen                             | deutscher Journalist und Schriftsteller | 69    |       |
| 12. Februar | Franz Amberger                            | österreichischer Lokomotivheizer, Kommunist und Widerstandskämpfer gegen das NS-Regime                                                                                     | 55    |       |
| 12. Februar | France Bloch-Sérazin                      | französische Widerstandskämpferin | 29    |       |
| 12. Februar | Herbert Gollnow                           | deutscher Offizier und Widerstandskämpfer | 31    |       |
| 12. Februar | Albert Herzfeld                           | deutscher Maler und Autor | 77    |       |
| 12. Februar | Paul Jäkel                                | deutscher Arbeiter (Maurer) und Politiker (KPD), MdR | 52    |       |
| 12. Februar | Martin Klimmer                            | deutscher Veterinär und Hochschullehrer an der Universität Leipzig | 70    |       |
| 12. Februar | Wilhelm Kohlmeyer                         | deutscher Politiker (NSDAP), MdR | 35    |       |
| 12. Februar | Kurata Hyakuzō                            | japanischer Schriftsteller | 51    |       |
| 12. Februar | Magnus Weinberg                           | deutscher Rabbiner und Heimatforscher | 75    |       |
| 13. Februar | Nordewin von Diest-Koerber                | deutscher Jurist und Politiker, Mitglied des Sejm | 57    |       |
| 13. Februar | Konrad Egersdörfer                        | deutscher Maler und Illustrator | 75    |       |
| 13. Februar | Christo Lukow                             | bulgarischer Kriegsminister | 56    |       |
| 13. Februar | Josefa Metz                               | deutsche Schriftstellerin | 71    |       |
| 14. Februar | Otto Albrecht                             | deutscher Landschafts- und Porträtmaler | 61    |       |
| 14. Februar | Donald C. Dobbins                         | US-amerikanischer Politiker | 64    |       |
| 14. Februar | Oscar Friede                              | US-amerikanischer Tauzieher | 61    |       |
| 14. Februar | Dora Gerson                               | deutsche Stummfilm-Schauspielerin und Kabarett-Sängerin | 43    |       |
| 14. Februar | Ernest Ginsburger                         | französischer Rabbiner | 66    |       |
| 14. Februar | Eberhard Heider                           | österreichischer Politiker (SDAP), Landtagsabgeordneter | 66    |       |
| 14. Februar | David Hilbert                             | deutscher Mathematiker | 81    |       |
| 14. Februar | Stefanie Kunke                            | österreichische Lehrerin und Widerstandskämpferin gegen den Nationalsozialismus                                                                                            | 34    |       |
| 14. Februar | Joseph Anton Schneiderfranken             | deutscher Schriftsteller und Maler | 66    |       |
| 14. Februar | Carl Siegel                               | österreichischer Mathematiker und Philosoph | 70    |       |
| 15. Februar | Rita Bardenheuer                          | deutsche Pädagogin und Politikerin (SPD), MdBB | 65    |       |
| 15. Februar | Charles Bennett                           | neuseeländischer Komiker und Schauspieler | 53    |       |
| 15. Februar | Józef Noji                                | polnischer Langstreckenläufer | 33    |       |
| 15. Februar | Sydney Olivier, 1. Baron Olivier          | britischer Politiker und Kolonialadministrator | 83    |       |
| 15. Februar | Georg Popp                                | deutscher Kriminalist | 81    |       |
| 15. Februar | Victor Prouvé                             | französischer Maler, Bildhauer und Kupferstecher | 84    |       |
| 15. Februar | Johann Carl Rohmer                        | deutscher Kunstmaler und Gebrauchsgraphiker | 51    |       |
| 15. Februar | Benedikta zu Schwarzenberg                | österreichische Benediktinerin | 77    |       |
| 16. Februar | Rudolf Bartels                            | deutscher Maler | 70    |       |
| 16. Februar | Hermann von Borries                       | deutscher Offizier im Zweiten Weltkrieg | 43    |       |
| 16. Februar | Eugen Felgel                              | österreichischer Baumeister und Architekt | 65    |       |
| 16. Februar | Paul Ranous Greever                       | US-amerikanischer Politiker | 51    |       |
| 16. Februar | Mildred Harnack-Fish                      | amerikanisch-deutsche Literaturwissenschaftlerin, Übersetzerin und Widerstandskämpferin                                                                                    | 40    |       |
| 16. Februar | Yngve Holm                                | schwedischer Segler | 47    |       |
| 16. Februar | Wolfgang Keller                           | deutscher Literaturwissenschaftler und Neuphilologe | 70    |       |
| 16. Februar | John Kolb                                 | US-amerikanischer Schauspieler |       |       |
| 16. Februar | Albrecht Reinecke                         | deutscher Offizier | 71    |       |
| 16. Februar | Georges Rivière                           | französischer Maler, Kunstsammler, Kunstkritiker und Chefredakteur des Journals L’Impressionniste                                                                          | 87    |       |
| 17. Februar | Konstantin Fjodorowitsch Bogajewski       | russischer Maler | 71    |       |
| 17. Februar | Herman d’Oultremont                       | belgischer Reiter | 60    |       |
| 17. Februar | Friedrich Fenz                            | österreichischer SA-Führer | 50    |       |
| 17. Februar | Armand J. Piron                           | US-amerikanischer Jazz-Violinist und Band-Leader | 54    |       |
| 17. Februar | Herbert Stadler                           | deutscher Verwaltungsjurist | 62    |       |
| 18. Februar | Hans Berger                               | deutscher Widerstandskämpfer gegen den Nationalsozialismus | 27    |       |
| 18. Februar | Vicente Camacho y Moya                    | mexikanischer Geistlicher, Bischof von Tabasco | 56    |       |
| 18. Februar | Heinz Leidersdorf                         | deutscher Widerstandskämpfer gegen den Nationalsozialismus | 36    |       |
| 18. Februar | Robert Ranulph Marett                     | britischer Philosoph, Ethnologe, Volkskundler und Religionswissenschaftler                                                                                                 | 76    |       |
| 18. Februar | David Ernst Oppenheim                     | österreichischer Pädagoge und Sozialreformer | 61    |       |
| 18. Februar | Henri Polak                               | niederländischer Gewerkschafter und sozialdemokratischer Politiker | 74    |       |
| 19. Februar | Jeanette Bethge                           | deutsche Schauspielerin bei Bühne und Film | 67    |       |
| 19. Februar | Lynne Overman                             | US-amerikanischer Schauspieler | 55    |       |
| 19. Februar | Nikola Puschkarow                         | bulgarischer Agrarwissenschaftler | 68    |       |
| 19. Februar | Carl Alfred Spahn                         | Schweizer Jurist und Politiker | 79    |       |
| 19. Februar | Heinrich Will                             | deutscher Kunstmaler | 47    |       |
| 20. Februar | Naphtali Berlinger                        | deutscher Lehrer und der letzte Rabbiner von Buttenhausen | 66    |       |
| 20. Februar | Ernest Guglielminetti                     | Schweizer Arzt und Erfinder | 80    |       |
| 20. Februar | Elsie Houston                             | brasilianische Sängerin (Sopran) |       |       |
| 20. Februar | Fritz Montag                              | deutscher Politiker (NSDAP), MdR und SS-Oberführer | 46    |       |
| 20. Februar | Arthur Schönberg                          | österreichischer Ingenieur | 68    |       |
| 21. Februar | Georg Burghardt                           | deutscher Bühnen- und Stummfilmschauspieler, Bühnen- und Stummfilmregisseur, Dramaturg und Bearbeiter von Bühnenstücken                                                    | 67    |       |
| 21. Februar | Otto Eichelmann                           | ukrainischer Staats- und Völkerrechtler, Rechtshistoriker, Hochschullehrer und politischer Berater deutschbaltischer Abstammung                                            | 88    |       |
| 21. Februar | Gertrud Ferchland                         | deutsche Architektin und Hochschullehrerin in der Lehrerbildung | 48    |       |
| 21. Februar | Fridolin Glass                            | österreichischer SS-Führer | 32    |       |
| 21. Februar | Gerrit Kastein                            | niederländischer Widerstandskämpfer und Neurologe | 32    |       |
| 21. Februar | Eugen Rex                                 | deutscher Schauspieler | 58    |       |
| 22. Februar | Dagobert Biermann                         | deutscher Kommunist und Widerstandskämpfer | 38    |       |
| 22. Februar | Frank Cuhel                               | US-amerikanischer Hürdenläufer | 38    |       |
| 22. Februar | Louis Le Fur                              | französischer Rechtswissenschaftler | 72    |       |
| 22. Februar | Dagobert Lubinski                         | deutscher Journalist und Widerstandskämpfer | 49    |       |
| 22. Februar | Dmitri Michejewitsch Melkich              | russischer Komponist | 58    |       |
| 22. Februar | Alfred Nossig                             | polnisch-jüdischer Schriftsteller, Publizist, Künstler und Statistiker | 78    |       |
| 22. Februar | Leopold Obermayer                         | promovierter Jurist, Weinhändler, als Jude und Homosexueller in der Zeit des Nationalsozialismus verfolgt                                                                  | 50    |       |
| 22. Februar | Christoph Probst                          | deutscher Widerstandskämpfer, Mitglied der Weißen Rose | 23    |       |
| 22. Februar | Hans Scholl                               | deutscher Widerstandskämpfer in der Zeit des Nationalsozialismus | 24    |       |
| 22. Februar | Sophie Scholl                             | deutsche Widerstandskämpferin gegen die Diktatur des Nationalsozialismus                                                                                                   | 21    |       |
| 22. Februar | Kornel Spányik                            | ungarischer Maler | 84    |       |
| 23. Februar | Nathanael Brückner                        | deutscher Jurist, Bankmanager und Autor | 78    |       |
| 23. Februar | Abraham Buschke                           | deutscher Dermatologe und Hochschullehrer | 74    |       |
| 23. Februar | Xaver Hörmann                             | deutscher Kanute | 33    |       |
| 23. Februar | Leopold Jacobson                          | österreichisch-deutscher Librettist, Journalist, Schriftsteller, Theater-Kritiker, Drehbuchautor und ein Opfer des Holocausts                                              | 69    |       |
| 23. Februar | Thomas Madsen-Mygdal                      | dänischer Politiker, Mitglied des Folketing und Premierminister | 66    |       |
| 23. Februar | Karl Leopold von Möller                   | österreichischer Volkstumspolitiker, Schriftsteller und Journalist im Banat                                                                                                | 66    |       |
| 23. Februar | William Reynolds-Stephens                 | britischer Bildhauer, Maler, Designer und Kunsthandwerker | 80    |       |
| 23. Februar | Anton Uran                                | österreichisches Opfer des Nationalsozialismus | 23    |       |
| 24. Februar | Bernhard Adelung                          | deutscher Politiker, Ministerpräsident von Hessen | 66    |       |
| 24. Februar | Erwin Kerber                              | österreichischer Intendant | 51    |       |
| 24. Februar | Walther Kolbe                             | deutscher Althistoriker und Epigraphiker | 66    |       |
| 24. Februar | Maximilian von Speidel                    | bayerischer General der Kavallerie, Staatsrat | 86    |       |
| 24. Februar | Helene Stöcker                            | deutsche Frauenrechtlerin, Sexualreformerin, Pazifistin und Publizistin | 73    |       |
| 25. Februar | Stephan Brassloff                         | österreichischer Rechtshistoriker | 67    |       |
| 25. Februar | Albert Fritz                              | deutscher Eisendreher und Widerstandskämpfer gegen den Nationalsozialismus                                                                                                 | 44    |       |
| 25. Februar | Laure Gatet                               | französische Résistancekämpferin | 29    |       |
| 25. Februar | Moritz Neumark                            | deutscher Industrieller | 76    |       |
| 25. Februar | Adolf von Seidlitz                        | deutscher Verwaltungsbeamter, Fideikommissbesitzer und Parlamentarier | 78    |       |
| 26. Februar | Lothar Dirmhirn                           | österreichischer Widerstandskämpfer | 47    |       |
| 26. Februar | Theodor Eicke                             | deutscher Politiker (NSDAP), MdR, SS-Obergruppenführer der SS-Totenkopfverbände und General der Waffen-SS, Kommandant des KZ Dachau und Inspekteur der Konzentrationslager | 50    |       |
| 26. Februar | Franz Mager                               | österreichischer Straßenbahner und Widerstandskämpfer gegen den Nationalsozialismus                                                                                        | 47    |       |
| 26. Februar | Heinrich Wittich                          | deutscher Politiker | 77    |       |
| 27. Februar | Charitas Brader                           | Schweizer Ordensgründerin | 82    |       |
| 27. Februar | Hedwig Burgheim                           | deutsche Pädagogin, Leiterin des Fröbelseminars in Gießen | 55    |       |
| 27. Februar | Gerd Dettmann                             | deutscher Kunsthistoriker und Kustos am Focke-Museum in Bremen | 45    |       |
| 27. Februar | Fritz Fleischer                           | österreichischer Sprinter | 48    |       |
| 27. Februar | Georg Frotscher                           | deutscher General der Infanterie | 74    |       |
| 27. Februar | Karl Gall                                 | österreichischer Fußballspieler | 37    |       |
| 27. Februar | John William Heffernan                    | irischer römisch-katholischer Ordensgeistlicher | 59    |       |
| 27. Februar | Hermann Jastrowitz                        | deutscher Mediziner, erster Assistent und Oberarzt an der Medizinischen Poliklinik der Universität Halle und Opfer des Holocaust                                           | 60    |       |
| 27. Februar | Dillwyn Knox                              | britischer Codeknacker während des Zweiten Weltkriegs | 58    |       |
| 27. Februar | Paul Levy                                 | deutscher Eisenbahningenieur | 66    |       |
| 27. Februar | Alexander Matwejewitsch Matrossow         | sowjetischer Soldat, Symbolfigur der Roten Armee und Held der Sowjetunion                                                                                                  | 19    |       |
| 27. Februar | Kostis Palamas                            | griechischer Autor | 84    |       |
| 27. Februar | Clementine Plessner                       | österreichische Schauspielerin | 87    |       |
| 27. Februar | Martha Wygodzinski                        | deutsche Gesundheitspolitikerin | 73    |       |
| 28. Februar | Juldasch Achunbabajew                     | sowjetisch-usbekischer Politiker | 57    |       |
| 28. Februar | Ludwig Bettelheim-Gabillon                | österreichischer Bühnenschauspieler | 60    |       |
| 28. Februar | Joseph Lodde                              | deutscher Geistlicher und NS-Opfer | 64    |       |
| 28. Februar | Eugen Reich-Münsterberg                   | deutscher Landschaftsmaler und Grafiker | 76    |       |
| 28. Februar | Leonhard Hess Stejneger                   | US-amerikanischer Zoologe norwegischer Herkunft | 91    |       |
| 28. Februar | Alexandre Émile Jean Yersin               | schweizerisch-französischer Arzt und Bakteriologe | 79    |       |
|             | Albrecht Bähnisch                         | preußischer Landrat | 42    |       |
|             | József Braun                              | ungarischer Fußballspieler und -trainer |       |       |
|             | Adolphe Feder                             | französischer Maler und Grafiker | 56    |       |
|             | Alfred Fentiman                           | britischer Olympiateilnehmer im Motorbootfahren | 75    |       |
|             | Ottilie Metzger                           | deutsche Opernsängerin (Alt) und Gesangslehrerin | 64    |       |
|             | Gabriele Schwarz-Eckart                   | deutsches Mädchen, Opfer des Holocaust | 5     |       |

## März
| Tag      | Name                                         | Beruf, bekannt als | Alter | Beleg |
| -------- | -------------------------------------------- | --- | ----- | ----- |
| 1. März  | Karl Becker                                  | deutscher Ingenieur | 46    |       |
| 1. März  | Bill Berry                                   | englischer Fußballspieler |       |       |
| 1. März  | Theodor Hofmeister                           | deutscher Fotograf | 74    |       |
| 1. März  | Alfons Kaps                                  | deutscher Kommunist und Widerstandskämpfer gegen das NS-Regime                                                                                           | 41    |       |
| 1. März  | Oskar Kokstein                               | österreichisch-ungarischer Beamter und Hofrat | 82    |       |
| 1. März  | Adolf Möller                                 | deutscher Maler und Illustrator | 76    |       |
| 1. März  | Clara Novello Davies                         | walisische Gesangslehrerin und Chorleiterin | 81    |       |
| 1. März  | Amandus Weinreich                            | deutscher evangelisch-lutherischer Theologe und Hochschullehrer                                                                                          | 82    |       |
| 2. März  | Arthur Brand                                 | preußischer Zivilrichter und Beamtenrechtskommentator | 72    |       |
| 2. März  | Tyler Brooke                                 | US-amerikanischer Film- und Theaterschauspieler | 56    |       |
| 2. März  | Rudolph Aloysius Gerken                      | US-amerikanischer Geistlicher, Erzbischof von Santa Fe                                                                                                   | 55    |       |
| 2. März  | Sepp Orgler                                  | österreichischer Maler und Bildhauer | 31    |       |
| 2. März  | Frank C. Partridge                           | US-amerikanischer Politiker | 81    |       |
| 2. März  | Hermann Troeltsch                            | deutscher Maler und Zeichner | 56    |       |
| 2. März  | Harry Waldau                                 | deutscher Pianist, Komponist und Textdichter | 66    |       |
| 2. März  | Johann Baptist Welsch                        | deutscher Travestiekünstler | 55    |       |
| 3. März  | Edward FitzRoy                               | britischer Politiker (Conservative Party) und Sprecher des Unterhauses (House of Commons)                                                                | 73    |       |
| 3. März  | Henri Focillon                               | französischer Kunsthistoriker und Hochschullehrer | 61    |       |
| 3. März  | Moissey Kogan                                | russischer Bildhauer und Graphiker | 63    |       |
| 3. März  | Ludwig Leinberger                            | deutscher Fußballspieler | 39    |       |
| 3. März  | Edith Raphael                                | deutsche jüdische Juristin und Widerstandskämpferin gegen den Nationalsozialismus                                                                        | 36    |       |
| 3. März  | Walter Supper                                | deutscher Drehbuchautor | 55    |       |
| 4. März  | Max Arend                                    | deutscher Jurist und Musikschriftsteller | 69    |       |
| 4. März  | Nikolai Dmitrijewitsch Awksentjew            | russischer Sozialrevolutionär und Politiker | 64    |       |
| 4. März  | Gottfried Ballin                             | deutscher Widerständler gegen den Nationalsozialismus | 28    |       |
| 4. März  | Tana Berghausen                              | jüdisches Mädchen, welches im Namen des NS-Regimes im KZ Auschwitz-Birkenau von SS-Männern ermordet wurde                                                |       |       |
| 4. März  | Heinz Birnbaum                               | deutscher Arbeiter und Widerstandskämpfer gegen den Nationalsozialismus                                                                                  | 22    |       |
| 4. März  | Nina Boyle                                   | englisch-britische Autorin, Suffragette, Frauenrechtsaktivistin und Sozialarbeiterin                                                                     | 77    |       |
| 4. März  | Heinz Büngeler                               | deutscher SS-Obersturmführer und Adjutant im KZ Buchenwald                                                                                               | 29    |       |
| 4. März  | Hella Hirsch                                 | deutsche Arbeiterin und Widerstandskämpferin gegen den Nationalsozialismus, Opfer der NS-Kriegsjustiz                                                    | 21    |       |
| 4. März  | Marianne Joachim                             | deutsche Widerstandskämpferin gegen den Nationalsozialismus                                                                                              | 21    |       |
| 4. März  | Paul Kroner                                  | deutscher aktiver Mitstreiter der Gehörlosenbewegung | 62    |       |
| 4. März  | Hildegard Löwy                               | deutsche Büroangestellte und Widerstandskämpferin gegen den Nationalsozialismus                                                                          | 20    |       |
| 4. März  | Hanni Meyer                                  | deutsche Putzmacherin und Widerstandskämpferin | 22    |       |
| 4. März  | Helmut Neumann                               | deutscher Arbeiter und Widerstandskämpfer gegen den Nationalsozialismus                                                                                  | 21    |       |
| 4. März  | Anna Pajonk                                  | als Spionin hingerichtetes NS-Opfer | 43    |       |
| 4. März  | Frederick W. Plaisted                        | US-amerikanischer Politiker | 77    |       |
| 4. März  | Alfred E. Reames                             | US-amerikanischer Politiker (Demokratische Partei) | 73    |       |
| 4. März  | Heinz Rotholz                                | deutscher Arbeiter und Widerstandskämpfer gegen den Nationalsozialismus                                                                                  | 21    |       |
| 4. März  | Siegbert Rotholz                             | deutscher Widerstandskämpfer | 23    |       |
| 4. März  | Lothar Salinger                              | deutscher Arbeiter und Widerstandskämpfer gegen den Nationalsozialismus                                                                                  | 23    |       |
| 4. März  | Ita Wegman                                   | niederländische Ärztin und Mitbegründerin der anthroposophischen Medizin                                                                                 | 67    |       |
| 5. März  | Josef Bergmaier                              | deutscher Fußballspieler | 34    |       |
| 5. März  | Meinrad Sadil                                | österreichischer Benediktiner, Schriftsteller und Schulmann                                                                                              | 78    |       |
| 5. März  | Heinrich Steiger                             | deutscher Landwirt und Politiker (Zentrum), MdR, preußischer Staatsminister                                                                              | 80    |       |
| 5. März  | Louis Treumann                               | österreichischer Operettensänger (Tenor) und Schauspieler                                                                                                | 71    |       |
| 5. März  | Bedřich Václavek                             | tschechischer Literaturkritiker und Theoretiker | 46    |       |
| 6. März  | Jimmy Collins                                | US-amerikanischer Baseballspieler und -manager | 73    |       |
| 6. März  | Heinz Ehmke                                  | preußischer Landrat und Verwaltungsjurist | 33    |       |
| 6. März  | Arnold C. Klebs                              | schweizerisch-US-amerikanischer Arzt und Medizinhistoriker                                                                                               | 72    |       |
| 6. März  | Hans Maier                                   | deutscher Ruderer, Olympiasieger 1936 | 33    |       |
| 6. März  | Josef Tippelt                                | böhmischer Lehrer, Kolping-Senior, NS-Gegner, Märtyrer                                                                                                   | 34    |       |
| 7. März  | Fabijan Akintschyz                           | weißrussischer Politiker | 57    |       |
| 7. März  | Hermann von dem Bussche-Ippenburg            | deutscher Adeliger und Offizier | 73    |       |
| 7. März  | Virgile Gaillard                             | französischer Fußballspieler | 65    |       |
| 7. März  | Akilles Järvinen                             | finnischer Leichtathlet | 37    |       |
| 7. März  | Alma Moodie                                  | australische Violinistin | 44    |       |
| 7. März  | Arved Ludwig Wieler                          | deutscher Botaniker und Hochschullehrer | 84    |       |
| 7. März  | Margarete Wolff                              | deutsche Gewerkschafterin | 66    |       |
| 7. März  | William Douglas Young                        | britischer Kolonialadministrator | 84    |       |
| 8. März  | Alma del Banco                               | deutsche Malerin | 79    |       |
| 8. März  | Stanislaus Cauer                             | deutscher Bildhauer und Hochschullehrer | 75    |       |
| 8. März  | Karl Harbacher                               | österreichisch-deutscher Schauspieler | 63    |       |
| 8. März  | Werner Hartenstein                           | deutscher Marineoffizier | 35    |       |
| 8. März  | Otakar Jaroš                                 | tschechoslowakischer Offizier und Held der Sowjetunion                                                                                                   | 30    |       |
| 8. März  | Heinrich Müller                              | deutscher Politiker (NSDAP), MdR | 57    |       |
| 8. März  | Albert von Schoch                            | bayerischer General der Infanterie im Ersten Weltkrieg                                                                                                   | 82    |       |
| 8. März  | Léon Thiébaut                                | französischer Fechter | 64    |       |
| 9. März  | Walther L. Fournier                          | deutscher Jagdschriftsteller | 73    |       |
| 9. März  | Rosa Hofmann                                 | österreichische KJV-Funktionärin und Widerstandskämpferin                                                                                                | 23    |       |
| 9. März  | Karl Korschann                               | mährischer Bildhauer und Medailleur | 70    |       |
| 9. März  | Franz Krumm                                  | deutscher Fußballspieler | 33    |       |
| 9. März  | Anton Rimathé                                | Schweizer Gewerkschaftsfunktionär und Politiker | 68    |       |
| 9. März  | Otto Soeldner                                | deutscher SS-Obersturmführer, stellvertretender Lagerdirektor des KZ Ravensbrück                                                                         | 47    |       |
| 9. März  | Erich Strobel                                | deutscher Widerstandskämpfer | 28    |       |
| 9. März  | Oswald Wirth                                 | Ministerialbibliothekar in Paris und freimaurerischer Schriftsteller                                                                                     | 82    |       |
| 10. März | Priska Aich                                  | ungarische Opernsängerin im Stimmfach Sopran | 55    |       |
| 10. März | Laurence Binyon                              | britischer Dichter, Dramatiker und Kunsthistoriker | 73    |       |
| 10. März | Max Gutermuth                                | deutscher Hochschullehrer für Maschinenbau | 84    |       |
| 10. März | Ernst Hertel                                 | deutscher Augenarzt | 72    |       |
| 10. März | Martha Liebermann                            | deutsche Ehefrau des Malers Max Liebermann | 85    |       |
| 10. März | Tully Marshall                               | US-amerikanischer Schauspieler | 78    |       |
| 10. März | Otto Modersohn                               | deutscher Maler | 78    |       |
| 10. März | Filaret Jewgenjewitsch Teleschnikow          | sowjetischer Philosoph | 45    |       |
| 10. März | Carlo Wostry                                 | italienischer Maler | 78    |       |
| 11. März | Heinrich Gechter                             | deutscher Lehrer und Ornithologe | 69    |       |
| 11. März | August von der Heydt                         | deutscher Bankier und Mäzen | 61    |       |
| 11. März | Maria Josepha von Portugal                   | Infantin von Portugal und durch Heirat Herzogin in Bayern                                                                                                | 85    |       |
| 11. März | Frederick Gymer Parsons                      | britischer Anatom |       |       |
| 11. März | Katharina Windscheid                         | deutsche Frauenrechtlerin und Wegbereiterin für das Frauenstudium                                                                                        | 83    |       |
| 12. März | Jean-Baptiste Castanier                      | französischer römisch-katholischer Geistlicher und Bischof von Osaka                                                                                     | 66    |       |
| 12. März | Karl Heldmann                                | deutscher Historiker | 73    |       |
| 12. März | Czesława Kwoka                               | polnisches Mädchen, Todesopfer im Konzentrationslager Auschwitz                                                                                          | 14    |       |
| 12. März | Jiří Mordechai Langer                        | tschechoslowakischer Schriftsteller | 48    |       |
| 12. März | Rudolf Schwarzgruber                         | deutscher Bergsteiger und Expeditionsleiter | 43    |       |
| 12. März | Gustav Vigeland                              | norwegischer Bildhauer | 73    |       |
| 12. März | Paul Wittig                                  | deutscher Architekt | 90    |       |
| 13. März | Alice Bendix                                 | Leiterin des jüdischen Kinderheimes „Antonienheim“ in München                                                                                            | 48    |       |
| 13. März | Stephen Vincent Benét                        | amerikanischer Schriftsteller | 44    |       |
| 13. März | Rufus Hardy                                  | US-amerikanischer Politiker | 87    |       |
| 13. März | Hirata Tokuboku                              | japanischer Anglist und Essayist | 70    |       |
| 13. März | Victor Klemperer von Klemenau                | deutscher Bankier | 66    |       |
| 13. März | Rudolf Mattersdorfer                         | österreichischer Lehrer und Politiker, Landtagsabgeordneter                                                                                              | 86    |       |
| 13. März | Hanna Marie Resvoll-Holmsen                  | norwegische Botanikerin | 69    |       |
| 13. März | Edward Wennerholm                            | schwedischer Turner | 53    |       |
| 14. März | Alexander Heinrich Heyland                   | deutscher Elektrotechniker, der das Kreisdiagramm der Asynchronmaschine entwickelte                                                                      | 73    |       |
| 14. März | Rudolf Rosemann                              | deutscher Physiologe | 72    |       |
| 14. März | Wassil Sacharka                              | belarussischer Politiker | 65    |       |
| 14. März | Carl von Weinberg                            | deutscher Industrieller und Mäzen | 81    |       |
| 15. März | Konrad Hahm                                  | deutscher Volkskundler, Direktor des Museum für Deutsche Volkskunde                                                                                      | 50    |       |
| 15. März | Hans-Walter Klewitz                          | deutscher Mittelalterhistoriker | 36    |       |
| 15. März | Betty Nansen                                 | dänische Schauspielerin, Theaterleiterin und Regisseurin                                                                                                 | 69    |       |
| 15. März | Karl Schönherr                               | österreichischer Arzt und Schriftsteller | 76    |       |
| 15. März | Paul Tauber                                  | deutscher Politiker (KPD), MdL Bayern | 50    |       |
| 15. März | Martial Van Schelle                          | belgischer Sportler | 43    |       |
| 15. März | Rudolf Wagner                                | deutscher SS-Hauptsturmführer und Verwaltungsführer in Konzentrationslagern                                                                              | 29    |       |
| 16. März | Otto Gümbel                                  | deutscher Eisenbahner und SA-Führer | 66    |       |
| 16. März | Leopold Lichtwitz                            | deutscher Arzt für Innere Medizin | 66    |       |
| 16. März | Max Popp                                     | deutscher Agrarwissenschaftler und Sachbuchautor | 64    |       |
| 16. März | Dorothea Starke                              | deutsche Mathematikerin | 40    |       |
| 16. März | Antonie Stockinger                           | österreichische Kürschnerin, KPÖ-Funktionärin und Widerstandskämpferin                                                                                   | 37    |       |
| 16. März | Hermann Joseph Sträter                       | Weihbischof in Köln und Aachen | 76    |       |
| 16. März | Paul Zimmerreimer                            | deutscher Architekt | 67    |       |
| 17. März | Gustav Berling                               | deutscher Ingenieur und Erfinder | 73    |       |
| 17. März | Anna Goetze                                  | deutsche Schriftstellerin und Kunstkritikerin | 73    |       |
| 17. März | Arthur Hinsley                               | britischer Kardinal der römisch-katholischen Kirche und Erzbischof von Westminster                                                                       | 77    |       |
| 17. März | Camillo Klenze                               | schweizerisch-US-amerikanischer Germanist, Amerikanist und Kulturpolitiker                                                                               | 77    |       |
| 17. März | Josef Lörks                                  | deutscher apostolischer Vikar von Zentral-Neuguinea | 66    |       |
| 17. März | James McIntyre                               | schottischer Fußballspieler | 84    |       |
| 17. März | Franz Roth                                   | österreichischer Fotograf | 31    |       |
| 18. März | Heldemarus Berg                              | deutscher römisch-katholischer Ordensmann, Missionar und Märtyrer                                                                                        | 33    |       |
| 18. März | Karl Borchardt                               | deutscher römisch-katholischer Geistlicher, Ordensmann, Missionar und Märtyrer                                                                           | 56    |       |
| 18. März | Fabianus Brockhaus                           | deutscher römisch-katholischer Ordensmann, Missionar und Märtyrer                                                                                        | 31    |       |
| 18. März | Hyacinthus Budde                             | deutscher römisch-katholischer Ordensmann, Missionar und Märtyrer                                                                                        | 38    |       |
| 18. März | Arildis Engelbrecht                          | deutsche römisch-katholische Ordensfrau, Missionarin und Märtyrin                                                                                        | 39    |       |
| 18. März | Benignus Franken                             | deutscher römisch-katholischer Ordensmann, Missionar und Märtyrer                                                                                        | 41    |       |
| 18. März | Criscentia Fusenig                           | deutsche römisch-katholische Ordensfrau, Missionsschwester und Märtyrin                                                                                  | 37    |       |
| 18. März | Perpetua Hanfeld                             | deutsche römisch-katholische Ordensfrau, Missionsschwester und Märtyrin                                                                                  | 63    |       |
| 18. März | Ubaldine Henkel                              | deutsche römisch-katholische Ordensfrau, Missionsschwester und Märtyrin                                                                                  | 39    |       |
| 18. März | Rupertus Ganahl                              | österreichischer römisch-katholischer Ordensmann, Missionar und Märtyrer                                                                                 | 45    |       |
| 18. März | Alphonsa Giele                               | deutsche römisch-katholische Ordensfrau, Missionarin und Märtyrin                                                                                        | 54    |       |
| 18. März | Imata Große Kintrup                          | deutsche römisch-katholische Ordensfrau, Missionsschwester und Märtyrin                                                                                  | 53    |       |
| 18. März | Erik Holmgren                                | schwedischer Mathematiker | 70    |       |
| 18. März | Heriberta Joeris                             | deutsche römisch-katholische Ordensfrau, Missionsschwester und Märtyrin                                                                                  | 66    |       |
| 18. März | Siegbertus Komar                             | österreichischer römisch-katholischer Ordensmann, Missionar und Märtyrer                                                                                 | 49    |       |
| 18. März | Adelaide Kötter                              | deutsche römisch-katholische Ordensfrau, Missionarin und Märtyrin                                                                                        | 36    |       |
| 18. März | Bartholomäus Kubitza                         | deutscher römisch-katholischer Ordensmann, Missionar und Märtyrer                                                                                        | 66    |       |
| 18. März | Iduberga Linden                              | deutsche römisch-katholische Ordensfrau, Missionsschwester und Märtyrin                                                                                  | 37    |       |
| 18. März | Andreas Matyl                                | deutscher römisch-katholischer Ordensmann, Missionar und Märtyrer                                                                                        | 43    |       |
| 18. März | Andreas Müller                               | deutscher römisch-katholischer Geistlicher, Steyler Missionar und Märtyrer                                                                               | 42    |       |
| 18. März | Aquina Pohlkötter                            | deutsche römisch-katholische Ordensfrau, Missionarin und Märtyrin                                                                                        | 57    |       |
| 18. März | Ananias Posmik                               | deutscher römisch-katholischer Ordensmann, Missionar und Märtyrer                                                                                        | 37    |       |
| 18. März | Gerhard Prinz                                | deutscher römisch-katholischer Geistlicher, Steyler Missionar und Märtyrer                                                                               | 34    |       |
| 18. März | Hilliganda Rolvering                         | deutsche römisch-katholische Ordensfrau, Missionsschwester und Märtyrin                                                                                  | 39    |       |
| 18. März | Johannes Romanski                            | deutscher römisch-katholischer Geistlicher, Steyler Missionar und Märtyrer                                                                               | 31    |       |
| 18. März | Josef Schebesta                              | deutscher römisch-katholischer Geistlicher, Steyler Missionar und Märtyrer                                                                               | 58    |       |
| 18. März | Heldemara Scholten                           | deutsche römisch-katholische Ordensfrau, Missionsschwester und Märtyrin                                                                                  | 37    |       |
| 18. März | Raphael Schwarz                              | deutscher römisch-katholischer Ordensmann, Missionar und Märtyrer                                                                                        | 35    |       |
| 18. März | Monica Surkamp                               | deutsche römisch-katholische Ordensfrau, Missionsschwester und Märtyrin                                                                                  | 29    |       |
| 18. März | Franz Utsch                                  | deutscher römisch-katholischer Geistlicher, Ordensmann, Missionar und Märtyrer                                                                           | 57    |       |
| 18. März | Kunigundis Vedder                            | deutsche römisch-katholische Ordensfrau, Missionsschwester und Märtyrin                                                                                  | 61    |       |
| 18. März | Wilhelm Wächter                              | deutscher römisch-katholischer Geistlicher, Steyler Missionar und Märtyrer                                                                               | 36    |       |
| 18. März | Zeta Wagner                                  | deutsche römisch-katholische Ordensfrau, Missionsschwester und Märtyrin                                                                                  | 35    |       |
| 18. März | Ansgarius Warnke                             | deutscher römisch-katholischer Ordensmann, Missionar und Märtyrer                                                                                        | 37    |       |
| 18. März | Franz Winzenhörlein                          | deutscher römisch-katholischer Geistlicher, Ordensmann, Missionar und Märtyrer                                                                           | 66    |       |
| 18. März | Augustinus Wolf                              | deutscher römisch-katholischer Ordensmann, Missionar und Märtyrer                                                                                        |       |       |
| 18. März | Anglina Zimmer                               | deutsche römisch-katholische Ordensfrau, Missionarin und Märtyrin                                                                                        | 41    |       |
| 19. März | Josef Brunner                                | österreichischer Paläontologe | 29    |       |
| 19. März | Abel Decaux                                  | französischer Komponist, Organist und Musikpädagoge | 74    |       |
| 19. März | Fujishima Takeji                             | japanischer Maler | 75    |       |
| 19. März | Frank Nitti                                  | italienisch-amerikanischer Mafioso | 55    |       |
| 19. März | Karol Śliwka                                 | tschechoslowakischer Kommunist, polnischer Nationalität                                                                                                  | 48    |       |
| 20. März | Alice Stewart Ker                            | schottisch-britische Ärztin, Gesundheitserzieherin und Frauenrechtlerin                                                                                  | 89    |       |
| 20. März | Frank Orren Lowden                           | US-amerikanischer Politiker und Gouverneur von Illinois                                                                                                  | 82    |       |
| 20. März | Franz Karl Meyer-Brodnitz                    | deutsch-israelischer Gewerbehygieniker | 46    |       |
| 20. März | Franz Nause                                  | deutscher sozialdemokratischer Widerstandskämpfer | 40    |       |
| 20. März | Judikje Simons                               | niederländische Turnerin | 38    |       |
| 20. März | Barbara Weigand                              | deutsche Mystikerin und Seherin | 97    |       |
| 20. März | Arthur von Weinberg                          | deutscher Chemiker und Ehrenbürger von Frankfurt am Main                                                                                                 | 82    |       |
| 20. März | Heinrich Zimmer                              | deutscher Indologe | 52    |       |
| 21. März | Michelangelo Bernasconi                      | italienischer Ruderer | 41    |       |
| 21. März | Cornelia Fort                                | US-amerikanische Pilotin | 24    |       |
| 21. März | Willi Möchel                                 | deutscher Ringer | 29    |       |
| 22. März | Ferdinand Brožek                             | tschechoslowakischer Ruderer | 46    |       |
| 22. März | Harry Dember                                 | deutscher Physiker | 60    |       |
| 22. März | Karl Federn                                  | österreichischer Jurist und Schriftsteller | 75    |       |
| 22. März | Piero Martinetti                             | italienischer Philosoph und Hochschullehrer | 70    |       |
| 22. März | Hans-Adolf von Moltke                        | deutscher Diplomat und Botschafter | 58    |       |
| 22. März | Niimi Nankichi                               | japanischer Schriftsteller | 29    |       |
| 22. März | Oskar Sembach                                | deutscher Porzellantechniker, Entwickler und Unternehmer                                                                                                 | 86    |       |
| 22. März | Hans Woellke                                 | deutscher Leichtathlet | 32    |       |
| 23. März | Siegfried Alexander                          | deutscher Rabbiner | 56    |       |
| 23. März | Sigmund Feist                                | deutscher Sprachwissenschaftler | 77    |       |
| 23. März | Joachim Müncheberg                           | deutscher Major und Jagdflieger | 24    |       |
| 23. März | Joseph Schillinger                           | russisch-US-amerikanischer Komponist, Kompositionslehrer und Musiktheoretiker                                                                            |       |       |
| 24. März | George Hillyard                              | englischer Tennisspieler | 79    |       |
| 24. März | Hedwig Rüdiger                               | Frauenrechtlerin, Mitgründerin des Bundesverbandes der Reichs-Post- und Telegraphenbeamtinnen                                                            | 75    |       |
| 25. März | Juhan Jürme                                  | estnischer Komponist | 47    |       |
| 25. März | Hans von Tschammer und Osten                 | deutscher Politiker (NSDAP), Reichssportführer, MdR | 55    |       |
| 25. März | Nikolai Grigorjewitsch Wassiljew             | sowjetischer Oberstleutnant und Partisanenkommandeur | 34    |       |
| 26. März | Leonard Darwin                               | britischer Soldat, Politiker, Ökonom, Eugeniker und Mentor von Ronald Aylmer Fisher                                                                      | 93    |       |
| 26. März | Eugen Engel                                  | deutscher Komponist | 67    |       |
| 26. März | Friedrich Gornik                             | österreichischer Bildhauer | 66    |       |
| 26. März | Marie Kudeříková                             | tschechische kommunistische Widerstandskämpferin | 22    |       |
| 26. März | Ben B. Lindsey                               | amerikanischer Jurist und Sozialreformer | 73    |       |
| 26. März | Jacob van Moppes                             | niederländischer Ringer | 66    |       |
| 26. März | Rudolf Staehelin                             | Schweizer Arzt | 67    |       |
| 27. März | Grigori Jakowlewitsch Bachtschiwandschi      | sowjetischer Testpilot | 34    |       |
| 27. März | Émile-Robert Blanchet                        | Schweizer Pianist, Komponist und Bergsteiger | 65    |       |
| 27. März | Gustav Bosse                                 | deutscher Musikbuchverleger | 59    |       |
| 27. März | Franz Hoffmeister                            | römisch-katholischer Priester | 45    |       |
| 27. März | Serena Lederer                               | ungarische Gattin des Industriellen August Lederer, Vertraute von Gustav Klimt und die treibende Kraft beim Aufbau der großen Ledererschen Klimtsammlung | 75    |       |
| 27. März | George Monckton-Arundell, 8. Viscount Galway | Gouverneur von Neuseeland | 61    |       |
| 27. März | Wilhelm Paulsen                              | deutscher Pädagoge | 67    |       |
| 27. März | Franz Soetbeer                               | deutscher Internist und Hochschullehrer | 73    |       |
| 27. März | Christian Storz                              | deutscher Jurist und Politiker (DtVP, VP), MdR | 77    |       |
| 28. März | Carl Behting                                 | lettischer Schachkomponist und Schachspieler | 75    |       |
| 28. März | Holger Bisgaard                              | dänischer Neurologe | 63    |       |
| 28. März | Kurt Howaldt                                 | deutscher Ingenieur und Manager der Elektrizitätswirtschaft                                                                                              | 65    |       |
| 28. März | Rudolf Kommer                                | Impresario Max Reinhardts | 56    |       |
| 28. März | Maria Lemmé                                  | Malerin | 62    |       |
| 28. März | Sergei Wassiljewitsch Rachmaninow            | russischer Pianist, Komponist und Dirigent | 69    |       |
| 28. März | Joe Shannon                                  | US-amerikanischer Politiker | 76    |       |
| 29. März | Emil Baré                                    | ungarischer Geiger | 72    |       |
| 29. März | Simon Glücklich                              | österreichisch-deutscher Maler, tätig in München | 80    |       |
| 29. März | Friedrich Hussong                            | deutscher Journalist und Schriftsteller | 64    |       |
| 29. März | Herta Lindner                                | deutsche antifaschistische Widerstandskämpferin | 22    |       |
| 29. März | Frank Mehnert                                | deutscher Bildhauer und Schriftsteller | 33    |       |
| 29. März | Ermenegildo Pellegrinetti                    | italienischer Geistlicher, Kardinal der römisch-katholischen Kirche                                                                                      | 67    |       |
| 30. März | Walter Bromme                                | deutscher Komponist von Schlagern und Operetten | 57    |       |
| 30. März | Maria Fischer                                | österreichische Widerstandskämpferin gegen den Nationalsozialismus                                                                                       | 39    |       |
| 30. März | Kateryna Hruschewska                         | ukrainische Kulturwissenschaftlerin, Ethnosoziologin und Volkskundlerin                                                                                  | 42    |       |
| 30. März | Maria Restituta Kafka                        | österreichische Ordens- und Krankenschwester, Selige | 48    |       |
| 30. März | John Jay McCarthy                            | US-amerikanischer Politiker | 85    |       |
| 30. März | Karl Porzelt                                 | deutscher Jurist und Kommunalpolitiker | 71    |       |
| 30. März | Max Reimann                                  | deutscher Schauspieler | 68    |       |
| 30. März | Karl Reinecke-Altenau                        | deutscher Maler, Schriftsteller und Lehrer | 57    |       |
| 31. März | Robert Bernhard                              | deutscher Forstwissenschaftler | 80    |       |
| 31. März | Oskar Brüch                                  | österreichischer Porträt- und Militärmaler | 73    |       |
| 31. März | Pali Meller                                  | ungarischer Architekt | 40    |       |
| 31. März | Wilhelm Metz                                 | deutscher Polizeibeamter und SA-Führer |       |       |
| 31. März | Pawel Nikolajewitsch Miljukow                | russischer Historiker und Politiker | 84    |       |
| 31. März | Heinrich Reichel                             | österreichischer Hygieniker | 66    |       |
|          | Meier Eidelheit                              | polnischer Mathematiker | 32    |       |
|          | Eugen Eppstein                               | deutscher Politiker (SPD, KPD), MdR | 64    |       |
|          | Hertha Feiner-Aßmus                          | Opfer des Holocaust | 46    |       |
|          | Reinhold Lewin                               | deutscher Rabbiner | 54    |       |
|          | Albert Mahaut                                | französischer Organist; Musikpädagoge und Komponist | 76    |       |
|          | Ernest Maxse                                 | britischer Diplomat und Nachrichtendienstler | 79    |       |
|          | Rudolf Meinert                               | österreichischer Schauspieler, Filmregisseur und Filmproduzent                                                                                           | 60    |       |
|          | Rudolf Stiassny                              | österreichischer Schauspieler und Regisseur | 59    |       |
|          | Alfred Tokayer                               | deutscher Musiker und Komponist |       |       |